# Brooklyn (condado de Green, Wisconsin)
Brooklyn es un pueblo ubicado en el condado de Green en el estado estadounidense de Wisconsin. En el Censo de 2010 tenía una población de 1.083 habitantes y una densidad poblacional de 11,79 personas por km².

## Geografía
Brooklyn se encuentra ubicado en las coordenadas 42°48′30″N 89°25′55″O / 42.80833, -89.43194. Según la Oficina del Censo de los Estados Unidos, Brooklyn tiene una superficie total de 91.86 km², de la cual 91.84 km² corresponden a tierra firme y (0.03%) 0.03 km² es agua.

## Demografía
Según el censo de 2010, había 1.083 personas residiendo en Brooklyn. La densidad de población era de 11,79 hab./km². De los 1.083 habitantes, Brooklyn estaba compuesto por el 97.23% blancos, el 0.18% eran afroamericanos, el 0.28% eran amerindios, el 0.46% eran asiáticos, el 0% eran isleños del Pacífico, el 0.37% eran de otras razas y el 1.48% pertenecían a dos o más razas. Del total de la población el 0.92% eran hispanos o latinos de cualquier raza.